# Raphael Lemkin
Raphael Lemkin (Vaŭkavysk, 24 giugno 1900 – New York, 28 agosto 1959) è stato un avvocato e giurista polacco.
È noto soprattutto per aver coniato il termine genocidio.

## Biografia
(Raphaël Lemkin, "Genocide – A Modern Crime")
Nacque in una famiglia di ebrei polacchi, uno dei tre figli di Joseph Lemkin e di Bella, nata Pomeranz. Prima della seconda guerra mondiale, Lemkin si interessò al genocidio armeno e propose alla Società delle Nazioni di bandire ciò che chiamò "barbarie" (lo sterminio di un'etnia) e "vandalismo" (la distruzione della cultura di un'etnia). È conosciuto per aver coniato, nel 1944, il termine genocidio, che deriva da genos (greco per famiglia, tribù o razza) unito al suffisso -cidio (latino per uccisione). La prima pubblicazione in cui apparve il neologismo fu Axis Rule in Occupied Europe: Laws of Occupation - Analysis of Government - Proposals for Redress, uscita nel 1944.
Lemkin nacque nella Russia imperiale in un'area che successivamente divenne la città di Wołkowysk nel Voivodato di Białystok, in Polonia (oggi Vaŭkavysk, in Bielorussia). Fuggì in Svezia poco dopo l'invasione nazista della Polonia nel 1939. Perse circa 49 dei suoi familiari più stretti nell'Olocausto, fra gli oltre 3 milioni di ebrei polacchi sterminati durante l'occupazione nazista. Alcuni membri della sua famiglia morirono in aree polacche annesse dall'Unione Sovietica. Gli unici familiari europei di Lemkin a sopravvivere furono suo fratello Elias con la moglie e i due figli, che finirono in un campo di lavoro forzato sovietico, ma che nel 1948 riuscì a portarli in Canada.
La concezione di Lemkin di genocidio, da lui considerato come un'offesa al diritto internazionale, fu largamente accettata dalla comunità internazionale e costituì una delle basi giuridiche del processo di Norimberga. Fra il 1945 e il 1946 Lemkin fu consulente del Procuratore capo in tale processo, Robert H. Jackson. Nel 1953 Lemkin qualificò come genocidiarie anche le politiche che Iosif Stalin condusse contro l'Ucraina negli anni Trenta e che culminarono nella grande carestia del 1933-34 o Holodomor. Nel 2015, il governo russo di Vladimir Putin dichiarò l'opera di Lemkin sull'Ucraina come "materiale estremista", proibendone la pubblicazione in Russia.
Nel dopoguerra Lemkin promosse la promulgazione di leggi internazionali che definissero e proibissero il genocidio, riuscendoci nel 1951, quando entrò in vigore la Convenzione per la prevenzione e la repressione del delitto di genocidio, che definisce la fattispecie giuridica del genocidio come:
Ciascuno dei seguenti atti effettuato con l'intento di distruggere, totalmente o in parte, un gruppo nazionale, etnico, razziale o religioso, in quanto tale:
- (a) Uccidere membri del gruppo;
- (b) Causare seri danni fisici o mentali a membri del gruppo;
- (c) Sottoporre deliberatamente il gruppo a condizioni di vita intese a provocare la sua distruzione fisica, totale o parziale;
- (d) Imporre misure tese a prevenire le nascite all'interno del gruppo;
- (e) Trasferire forzatamente bambini del gruppo in un altro gruppo.

Lemkin viene proposto per 6 volte per la premiazione con il Premio Nobel per la pace senza aggiudicarselo mai. Morì d'infarto in povertà, su di una panchina in un parco di New York e dopo un funerale a cui parteciparono solo sette persone, venne sepolto nel Cimitero ebraico di Mount Hebron.